# Goethe-Schiller-Gymnasium (Jüterbog)
Das Goethe-Schiller-Gymnasium Jüterbog ist das einzige Gymnasium der Stadt Jüterbog. Die Stadt gehört zum brandenburgischen Landkreis Teltow-Fläming am Übergang zwischen Hohem und Niederem Fläming. Im Schulgebäude wurde 1912 der Lehrbetrieb aufgenommen.

## Geschichte
Zu Beginn des 20. Jahrhunderts gab es in Berlin und Umgebung einen gravierenden Mangel an ausgebildeten Lehrkräften. Man war jedoch nicht bereit, das Gehalt der Lehrergesellschaft zu erhöhen, um das Ansehen des Lehrerberufes zu steigern. Daher entschloss man sich zur Errichtung finanziell unterstützter Ausbildungsstätten, den Lehrerseminaren. Aufgrund des zunehmenden Drängens der Einwohner hatte die Stadt Jüterbog im Jahr 1898 Verhandlungen mit der preußischen Schulverwaltung begonnen. Inhalt der Kontroverse war die Errichtung einer höheren Schule in Jüterbog und damit verbundenen Zuschüssen. Trotz Ablehnung der Anträge für eine finanzielle Unterstützung entschloss man sich 1901 zur Errichtung einer Städtischen Realschule mit lateinischen Nebenkursen und einem angeschlossenen Realgymnasium. Die vermutlich 1868 erbaute Schule befand sich damals in der Zinnaer Vorstadt 52, in der auch die Feld- und Fußartillerieschule untergebracht war.

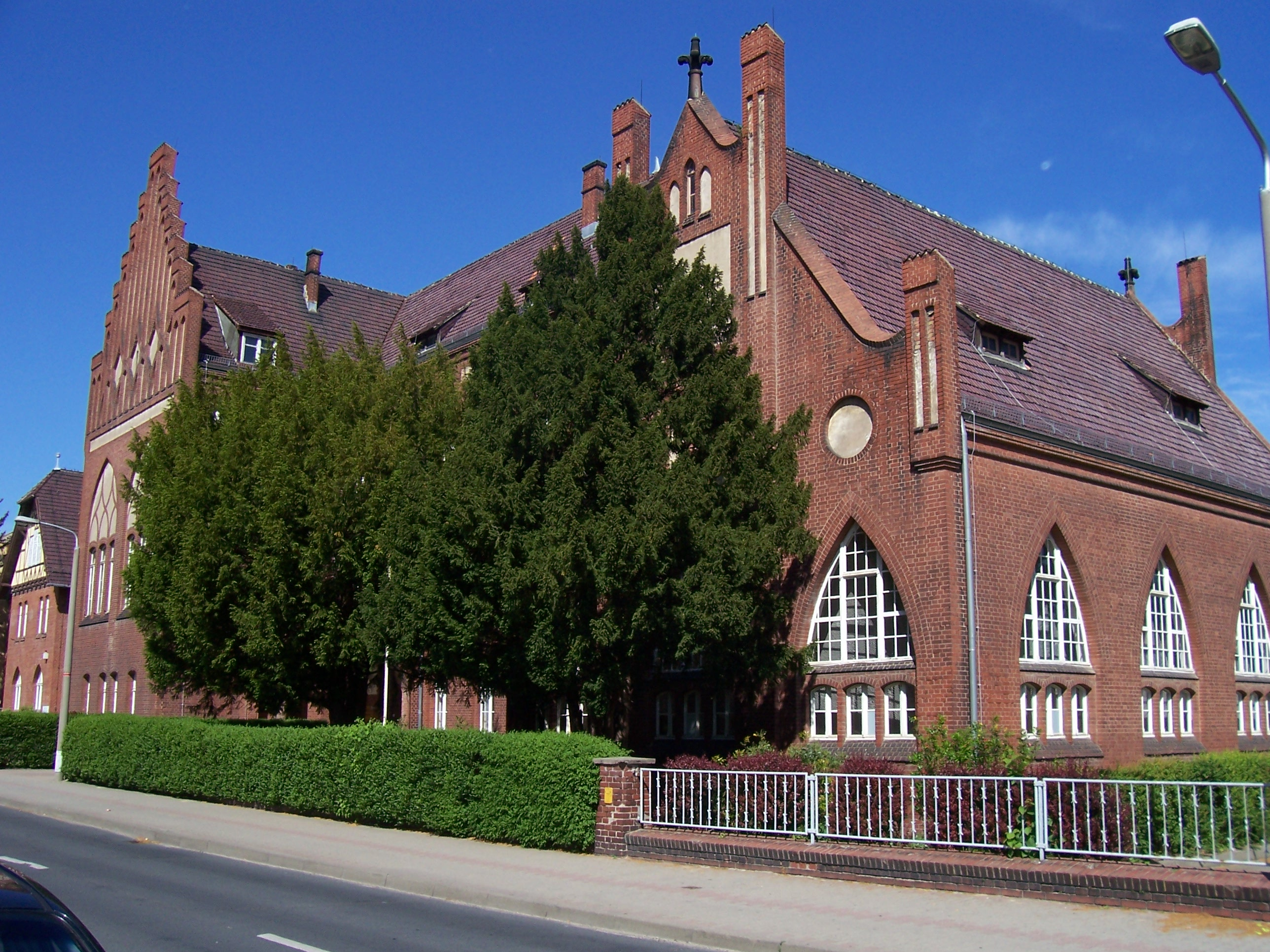
Außenansicht Schillergebäude

Auf Grund großer Nachfrage, auch durch auswärtige Schüler, verstärkte sich das Drängen auf eine staatliche Übernahme der Schule. Dazu kam es aber zunächst noch nicht.
Am 11. März 1901 wurde die Schule durch das preußische Bildungsministerium als Realschule anerkannt. Das Ansehen der Schule wuchs schnell und 1903 begann man mit dem Bau eines neuen Schulgebäudes in der Schillerstraße 42, dem Grundstück der heutigen Schillerschule. Am 11. April 1905 wurde das neue Gebäude der Realschule eingeweiht. Man traf sich morgens auf dem Schulhof des bisherigen Schulgebäudes, der Zinnaer Vorstadt 52, um im Anschluss an eine Rede des Direktors den feierlichen Umzug ins neue Schulgebäude zu zelebrieren. 1905 wurde sie dann als berechtigte Lehranstalt anerkannt.
1907 wurde ein Kurs mit 16 Präparanden im „Alten Kloster“ in Jüterbog eröffnet, einem früheren Franziskanerkloster neben der Mönchenkirche, und es wurde ein neues Schulgebäude geplant. Am 11. Juni 1908 wurde das Seminar eröffnet und man nahm eine weitere Vorbereitungsklasse auf. 1910 war der Ausbau des Seminars, mit jeweils drei Seminar- und Präparandenklassen abgeschlossen. Nun konnte gezielt mit dem Bau eines neuen Schulgebäudes begonnen werden. Es wurde in den Jahren 1910 bis 1912 realisiert und die heutige Goetheschule entstand. Die Baukosten betrugen 310.000 Reichsmark. Das Gebäude bestand aus einer Schule, einem Haus mit vier Wohnungen sowie einem Gebäude mit Aula und Turnhalle. Die Einweihung fand am 4. Juni 1912 statt. An der Schule arbeiteten inzwischen zehn Lehrer, 105 Präparanden, 90 Seminaristen und 109 Übungsschüler. Das Seminar übernahm neben der Pädagogenausbildung zusätzlich die Funktion einer allgemeinbildenden Schule für weniger verdienende Familien, denn die anfangs vier-, später fünfklassige Übungsschule war für die Schüler kostenfrei.
Im März 1906 feierte die Schule dann ihren Aufstieg zum Progymnasium. Die Verstaatlichung der Schule setzte am 1. September 1908 ein, dies stellte für die Stadt Jüterbog eine enorme finanzielle Entlastung dar, obwohl sie sich zu einer jährlichen Zahlung von 20.000 Mark bereit erklären musste, sowie einen neuen Anbau zahlen musste. Die Lehrer wurden als Beamte übernommen.

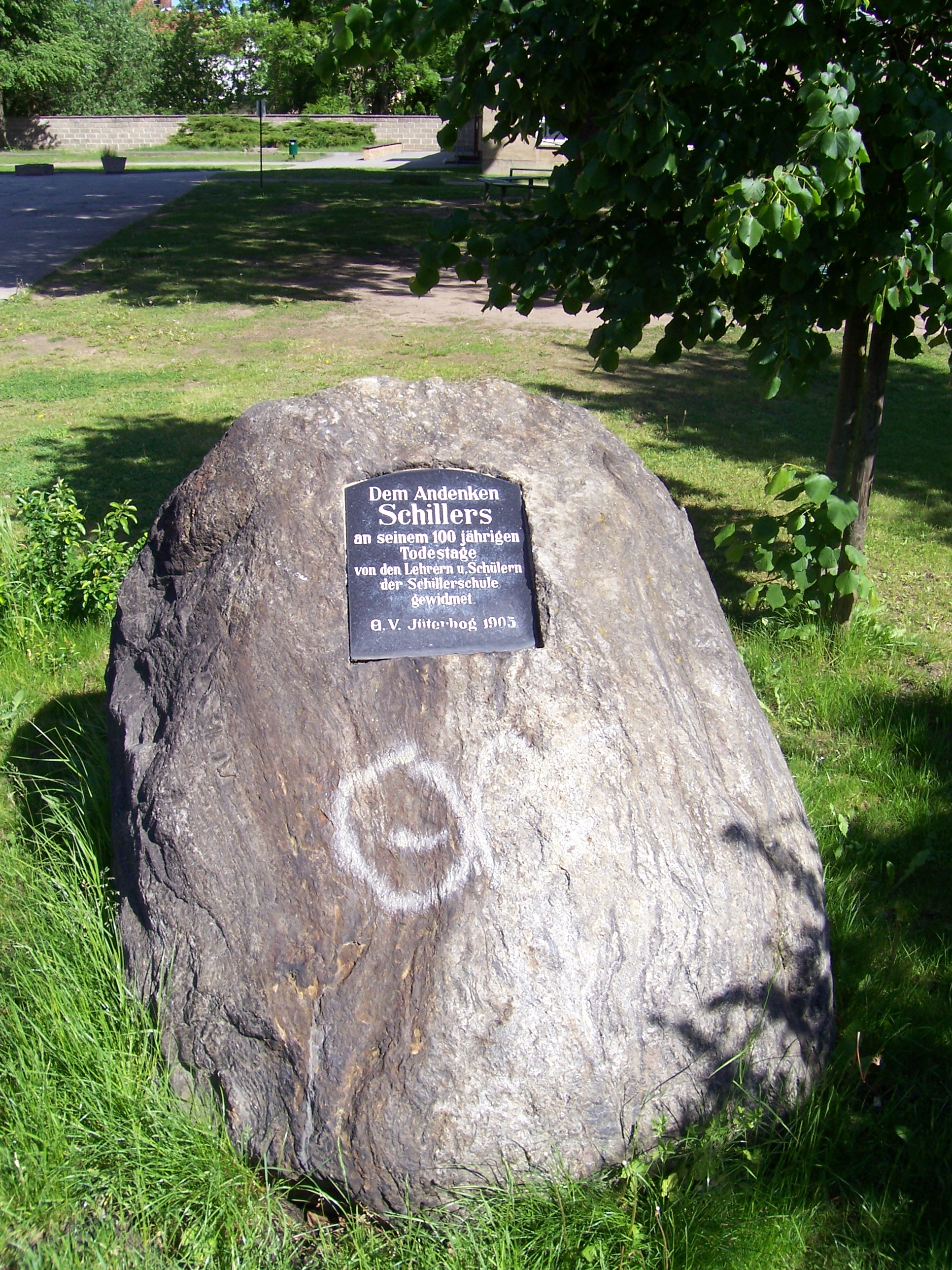
Gedenkstein für Schiller

1908 wurde ein Schüleralumnat, einer Art Internat, errichtet, um der stärker werdenden Nachfrage ländlicher Familien nachzukommen. Dazu erwarb die Stadt das Gebäude Mönchenstraße 4 und stellte es der Schule zur Verfügung. Weil die hohen Schulkosten des Alumnats von jährlich 800 Reichsmark die Schülernachfrage rapide absinken ließ, musste es 1913 wieder geschlossen werden.
Am 15. Oktober 1913 wurde der Grundstein für die nächste Änderung des Wesens der Schillerschule gelegt. Man beschloss, das Realprogymnasium zu einem Realgymnasium auszubauen. Die Umgestaltung wurden Ostern 1914 abgeschlossen. Der Realschulteil wurde beibehalten.
1922 wurde das Ausbildungssystem erneut verändert. Die Schule wurde ein Reformrealgymnasium mit eigenständigen Realschulklassen. Das bedeutete, dass die Grundschulausbildung weiterhin vier Jahre betrug. Die Trennung erfolgte im 10. Schuljahr. Realschüler verließen nach der 10. Klasse mit einem Zeugnis der Mittleren Reife die Schule, während Abiturienten noch weitere drei Klassenstufen durchliefen.
Zum Anfang der Jahre 1924 und 1925 entschloss man sich, die ersten Mädchen an der Schule aufzunehmen. Das geschah nicht ganz vorurteilsfrei: Den Mädchen wurde im Gegensatz zu den männlichen Bewerbern, ein amtsärztliches Gesundheitszeugnis abverlangt. 1938 wurden das Gymnasium und die Aufbauschule zusammengelegt. Am 1. April 1938 wurde aus der heutigen Goetheschule ein Zentrum des höheren Schulwesens in Jüterbog.

### Zeit des Nationalsozialismus
Der amtierende Direktor Michaelis wurde wegen seiner humanistischen Einstellung am 31. März 1934 durch Kornmaul, den stellvertretenden Ortsgruppenleiter der NSDAP, abgelöst. Zu diesem Zeitpunkt waren noch zwei jüdische Lehrer an der Schule beschäftigt. Sie wurden im selben Jahr aus dem Schuldienst entlassen. Kornmaul erschoss seine Familie im April 1945 und beging Suizid.

### Sowjetische Besatzungszone
Nach April 1945 ruhte zunächst der Unterricht an allen Jüterboger Schulen. Manche nahmen ab dem 4. Juni 1945 den Unterricht wieder auf, mussten jedoch die Lehrtätigkeit am 4. August 1945 auf Anordnung der von der Sowjetischen Militäradministration in Deutschland (SMAD) eingesetzten Zentralverwaltung für Volksbildung (ZfV) wieder einstellen. Grund waren die Bücher, die noch aus NS-Zeiten stammten. Zudem plante die ZfV eine Umgestaltung der Lehrpläne. Ab dem 1. Oktober wurden alle Schulen wiedereröffnet. An der heutigen Goetheschule wurden vier der elf Lehrer wegen ihrer politischen Gesinnung entlassen. Sieben Lehrer mussten 286 Schüler unterrichten.
Im Schuljahr 1946/1947 wurde die Oberschule in eine zwölfklassige Einheitsschule umgeformt und hieß offiziell Goetheschule. Der Name Schillerschule ging an das Schulgebäude in der Schillerstraße 42. Ab dem 1. September wurden in Jüterbogs Schulen sämtliche Klassen neu zugeschnitten, in denen Mädchen und Jungen unterrichtet wurden.

### Deutsche Demokratische Republik (DDR)

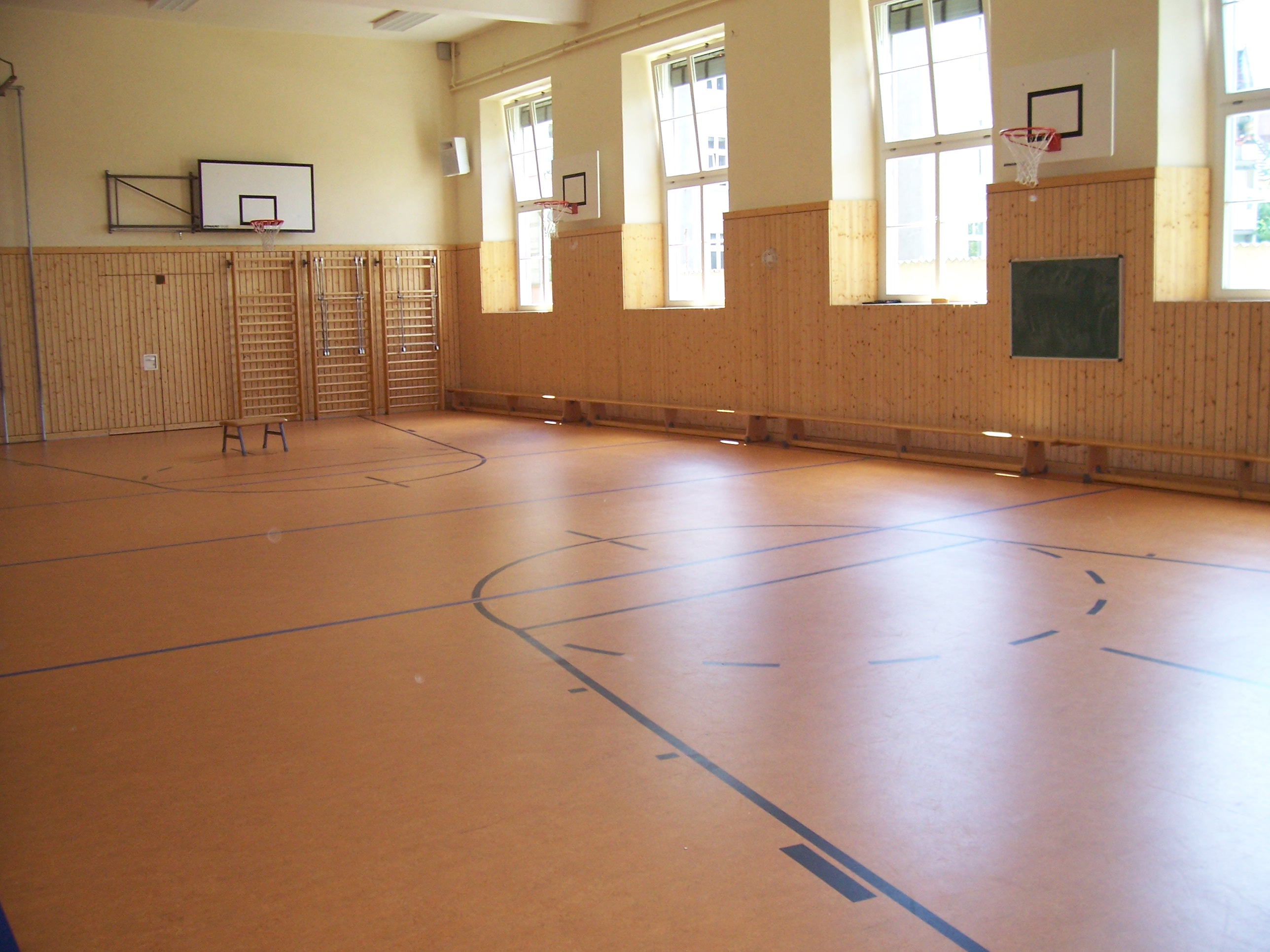
Turnhalle Goethegebäude

Im Jahr 1952 wurden einige Lehrerwohnungen in ein Internat umgestaltet, das Schülern dienen sollte, die von außerhalb kamen, wobei diese den Mädchen vorbehalten blieben. Die Jungen wurden in entsprechenden Zimmern im Dachgeschoss untergebracht. Ab 1955 wurde der Besuch der 10-klassigen Polytechnischen Oberschule (POS) Pflicht. Die Goetheschule wurde als Erweiterte Oberschule (EOS) geführt. Von 1960 bis 1970 erhielten die Abiturienten gleichzeitig mit ihrem Abschluss einen Facharbeiterbrief, in einer ihrer abgeschlossenen Ausbildungen.
Da ab 1967 der Zugang zur EOS nicht mehr direkt in der 9. Klasse stattfand, wurden 9. und 10. Klasse nun Vorbereitungsklassen an der EOS, so dass in der 10. Klasse eine Abschlussprüfung erfolgen musste. Allerdings war die Aufnahme in die Vorbereitungsstufe nicht ganz einfach, da man die Zustimmung der Schule, sowie einer Kreiskommission benötigte. Der Übergang in die EOS war leichter. Dort entschied ein Gremium aus Lehrern, Eltern und FDJ über die Befähigung des Schülers.
Eine Episode des Jahres 1961
Auf einer Klassenfahrt der 12. Klassen der Goetheschule wurden – als Bestandteil eines Piratenspiels – Bilder des chinesischen KP-Chefs Mao Zedong und SED-Politbüromitgliedern in einer Flasche „beerdigt“. Das hatte schwerwiegende Folgen: Die SED fühlte sich provoziert und das Ministerium für Staatssicherheit griff ein. Für verschiedene Beteiligte folgte eine wochenlange Untersuchungshaft. Der Schuldirektor und mehrere Lehrer wurden entlassen. Einige Schüler der 12. Klassen erhielten einen Verweis, andere eine zweieinhalbjährige Haftstrafe wegen „staatsgefährdender Propaganda“. 1990 wurden die Disziplinarmaßnahmen untersucht und als unrechtmäßig eingestuft.

## Gegenwart
Im Jahr 1991 wurde das Bildungssystem der DDR nach dem Vorbild des Schulsystems in den alten Bundesländern aufgegliedert. Die Anzahl der Klassenstufen wurde auf 13 verlängert. Die zehnklassige Polytechnische Oberschule und die Erweiterte Oberschule schlossen sich nun zum Goethe-Schiller-Gymnasium zusammen. Die Sekundarstufe II des Gymnasiums ermöglichte auch Gesamtschülern die Aufnahme, damit sie zum Abitur gelangen können.
Das Gebäude ist denkmalgeschützt und gehört zu den Baudenkmalen in Jüterbog.

### Arbeitsgemeinschaften

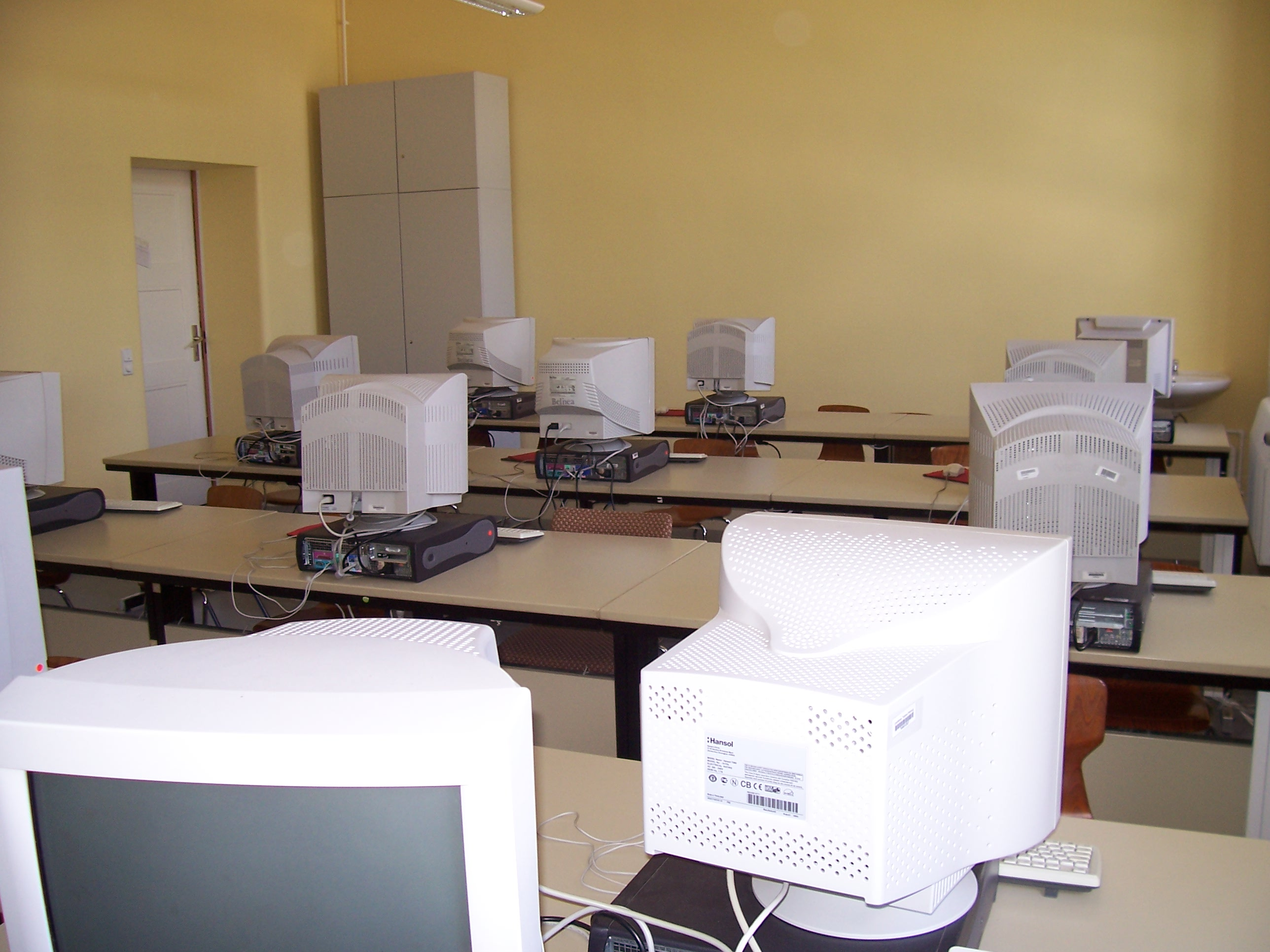
Computerkabinett im Goethegebäude (vor Sanierung)

Außerhalb des Unterrichts, bietet das Goethe-Schiller-Gymnasium seinen Schülern verschiedene Freizeitbeschäftigungen und Arbeitsgemeinschaften an.

#### Chor
Der Chor dieses Gymnasiums setzt sich momentan aus 25 Mitgliedern aller Klassenstufen zusammen. Geleitet wird er von der schulischen Musiklehrerin, Nata Bölter. Jedes Jahr im Mai fahren sie zusammen mit dem Friedrich-Gymnasium Luckenwalde nach Dahme in das Chorlager, um sich auf ihren Beitrag bei der Abiturzeugnisübergabe vorzubereiten. Weiterhin veranstaltet der Chor jedes Jahr kurz vor Weihnachten sein sehr beliebtes Weihnachtskonzert. Auch bei Fördervereinssitzungen sowie weiteren kleineren Auftritten in Stadt und Umgebung ist der Chor des Goethe-Schiller-Gymnasiums sehr angesehen.

#### Sprechtheater

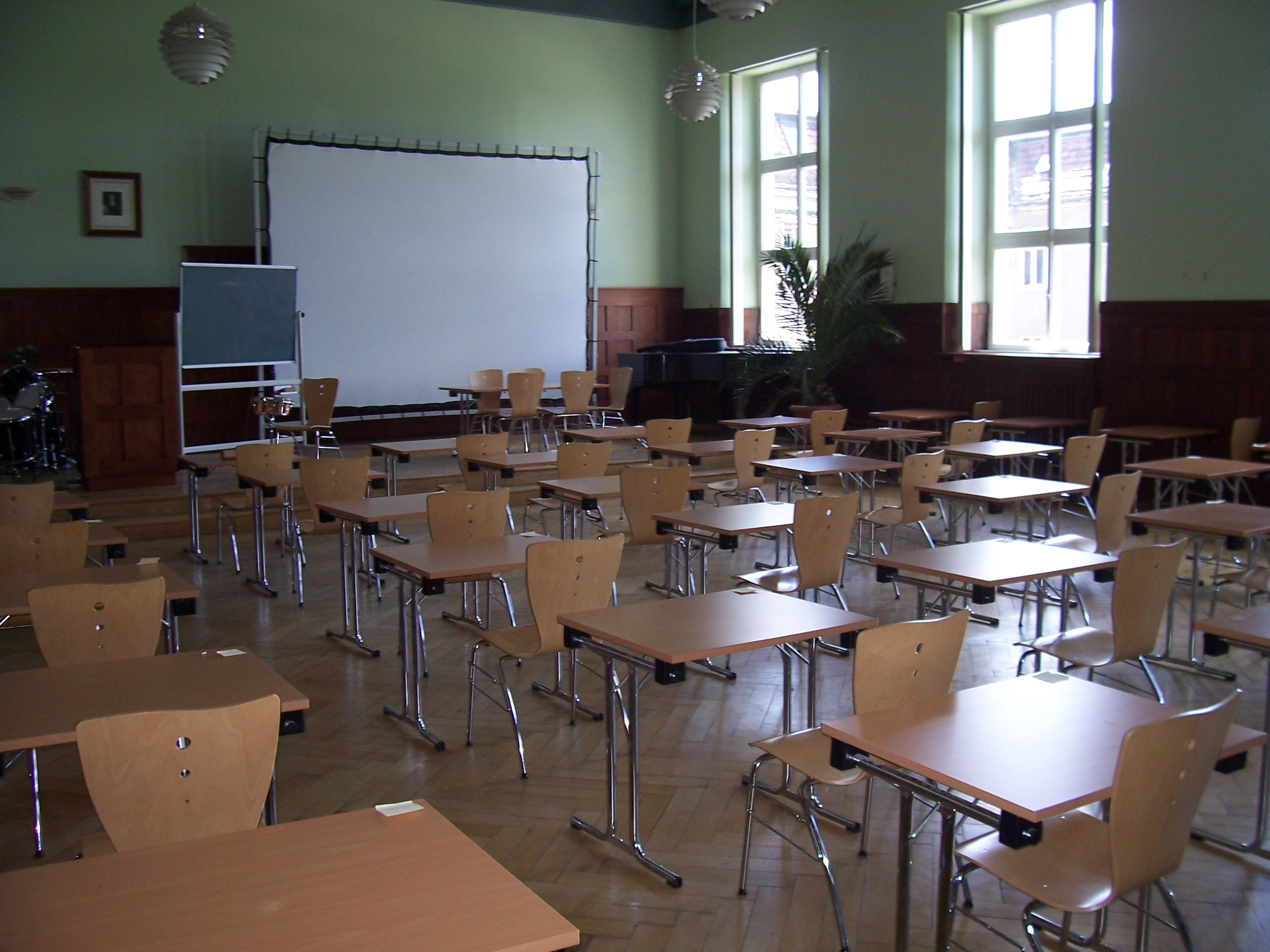
Aula des Goethegebäudes (vor Sanierung)

Das Sprechtheater wurde 1993 von Karsten Wolf gegründet und auch immer noch von ihm betreut. 2013 wird es sein 20-jähriges Bestehen feiern. Angefangen wurde mit vier Akteuren der 12. Klassen. Das Repertoire der zwölf Premieren reichte von reinen Sprechstücken wie Peter Handkes Publikumsbeschimpfung über Theaterinszenierungen moderner Autoren wie George Tabori, bis hin zum gesetzten Literaturabend (Ernst Jandl).
Aufführungsort ist die Theater- und Konzertstätte in Jüterbog. Auf der Besetzungsliste stehen zehn bis 20 Darsteller aus den Klassenstufen 10 bis 13. Höhepunkt des Sprechtheaters war die Teilnahme am Internationalen Schultheatertreffen in Potsdam.

#### Sportlichste Schule 2005

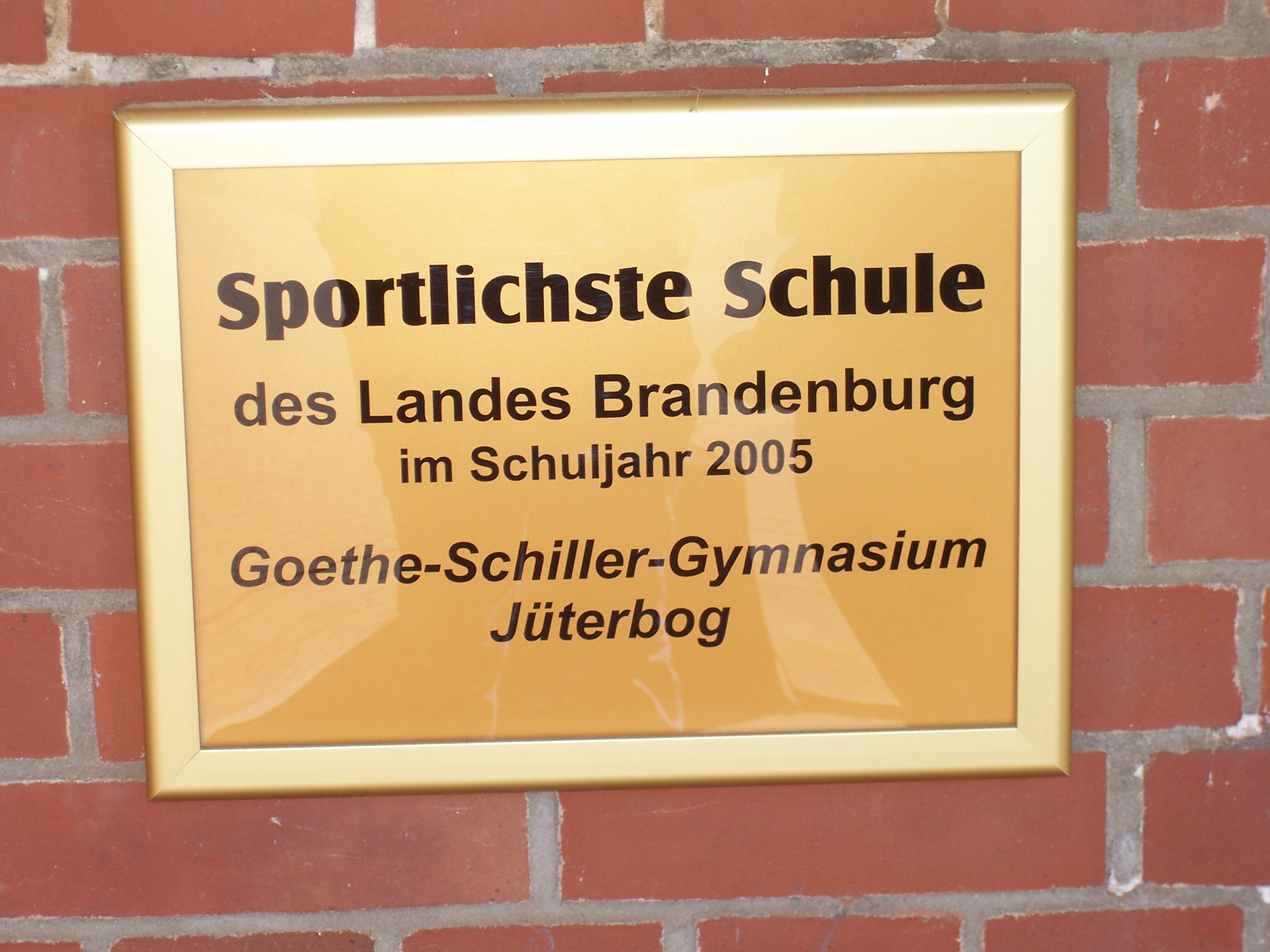
Schulauszeichnung, 2005

Das Goethe-Schiller-Gymnasium wurde 2005 als sportlichste Schule ausgezeichnet. Diese Auszeichnung erlangte das Gymnasium durch ihre sportlichen Aktivitäten inner- und außerhalb der Schule. Dazu gehören die erfolgreiche Teilnahme an verschiedenen Schulsportwettkämpfen in den Sportarten: Volleyball, Fußball und Tischtennis.
In Arbeitsgemeinschaften, die zum Teil eigenständig organisiert werden, können Schüler auch außerhalb der Schule Sport treiben. In der Sekundarstufe II wird eine Skifahrt nach Österreich angeboten. Sie können dabei Noten für Ski- oder Snowboardfahren erhalten. Das entsprechende Programm wird von den Sportlehrern zusammengestellt. Jährlich werden verschiedene Sportfeste durchgeführt, bei denen die Schüler in Disziplinen der Leichtathletik und Ballsportarten um Auszeichnungen kämpfen. Auch in der Projektwoche können Schüler sich sportlich betätigen.

#### Sanierung Goethe-Haus 2022–2025
Der gesamte Goethe-Komplex wurde in den Jahren 2022–2025 saniert, darunter Klassenräume, Aula, Flure, Treppenhäuser und Büros.